# Лиценска керамика
Лиценска керамика је уочена и издвојена као засебна култура раног бронзаног доба, тридесетих година двадесетог века. Прво је уочена у Аутрији. Данас се сматра да се распрострала у доњој Аустрији, северозападној Трансданубији, око Блатног језера у Словачкој, Словенији, Хрватској, Босни и Херцеговини.
Назив је добила по технолошком поступку израде орнамента. Украс је изведен утискивањем врпце (нити) на  , што значи узица у меку непечену, глину.

## Облици керамике
Водећи облик који карактерише Лицен-керамику је крчаг, кугластог тела и левкастог, доста високог или нешто нижег, усправног врата, са једном дршком која спаја горњу трећину врата са раменом.
Облици који се још јављају су
- терине
- лоптасти пехари са дршком
- амфоре левкасток врата

Керамика је фине фактуре, црне, тамносиве или сивосмеђе боје. Груба керамика припада типу већих посуда са тракастим дршкама и левкастим вратом украшеним хоризонталним, а дршке вертикалним низовима жигосаних убода који имитирају Лицен стил и начин украшавања.

## Орнамент
Лиценску керамику карактеришу керамичке посуде украшене утискивањем врпце, односно нити обмотане око штапића или уже текстилне траке у непечену глину.
Орнаментика се састоји од неколико паралелних хоризонталних трака и углавном се налази на врату посуда у више паралелних, хоризонталних трака. На дршкама је украс постављен вертикално.